# Mordellina nigrobrunnen
Mordellina nigrobrunnen is een keversoort uit de familie spartelkevers (Mordellidae).